# تیپ ۸۹ عوز
تیپ ۸۹ عوز (انگلیسی: Oz Brigade) یا تیپ عوز تیپ تکاوری نیروی زمینی اسرائیل و زیرمجموعه لشکر ۹۸ چترباز است، که در سال ۲۰۱۵ تأسیس شد. این تیپ جدید که تیپ کماندو نامیده می‌شود، صرفاً از واحدهای عملیات ویژه پیاده‌نظام تشکیل شده است که از زنجیره ساختارهای فرماندهی قبلی خود جدا شده‌اند تا یک تشکیلات تاکتیکی جدید ایجاد کنند.
تیپ کماندویی زائیده افکار سپهبد گادی آیزنکوت است و اجرای درس‌های عملیاتی آموخته شده در طول جنگ ۲۰۱۴ غزه در تابستان ۲۰۱۴ و جنگ دوم لبنان در سال ۲۰۰۶ است. این تیپ ترکیبی از تیم‌های نخبه سپاه پیاده‌نظام تحت یک فرماندهی است و انتظار می‌رود که تفکر عملیاتی و تاکتیکی را به منظور ایجاد یک دکترین جنگی جدید رهبری کند. این تیپ برای واحدهای عملیات ویژه، یک مرکز ثقل که قبلاً فاقد آن بودند، فراهم می‌کند. تیپ ۸۹ عوز شباهت‌های زیادی به هنگ ۷۵ تکاوران ایالات متحده آمریکا دارد.